# 黄金の角

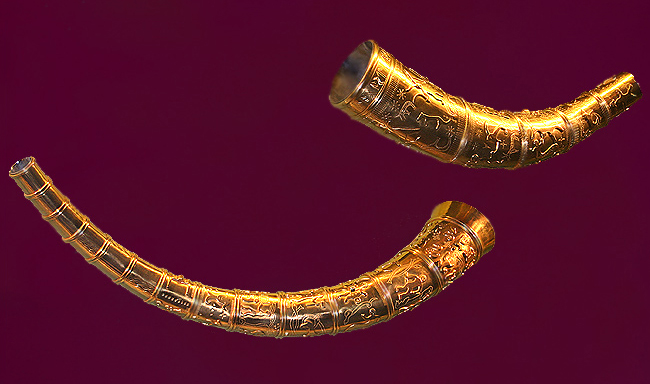
デンマーク国立博物館に展示されている金の角の複製品。

黄金の角（おうごんのつの、Guldhornene） は、デンマークの南ユトランド地方のトゥナ（Tønder）の北にあるガレーフス村（Gallehus）で発掘された長短2本1対の金の角である。1639年に長い1号が、1734年に短い2号がそれぞれ見つかった。後者は前者の発見場所から15〜20m離れたところから出土した。これらは5世紀のものとされている。

## 概要
角は純金製の環で出来ており、文様が散りばめられた環をはんだ付けして繋ぎ合わせ、大きくなるに従い全体が湾曲するように形作られていた。角に描かれた文様はおそらく今日失われたゲルマン民族の伝説の出来事が描かれているとも考えられている。しかし最も有力なものは古代スカンディナヴィア人の伝説よりもケルト神話に由来するとする説である。角を持ち首輪をしている男性がケルトの神ケルヌンノスに（デンマークで発見されたグンデストルップの大釜〈en:Gundestrup cauldronen〉のケルヌンノス像とも）よく似ているからである。また共に描かれている雄ヤギや蛇・鹿といったものも一般的にケルヌンノスと結びつけられる要素である。また、この角以外にもデンマークで発掘された考古学的な遺物のいくつかにケルトの影響が見られるものが存在している。
2本の角は元は同じ長さであったが、2号は1734年発見された当時すでに口の狭い側の一部が欠落しており1号より短かった。2号の欠落部分は1639年より前に復元された。1号は湾曲した外側の長さが75.8cm、開口部分の直径が10.4cm、重量が3.2kgあった。

### 起源
角はユトランドにいた部族、とりわけキンブリ族かジュート族に起源を持つとされているが、それ以外にもこれの出自を特定する説がいくつか存在する。角はおそらく宗教的な儀式で飲酒に用いられた後、神への捧げものとして大地に埋められたものと考えられる。しかし同地域で木やガラス・骨・青銅などで作られた類似した形状の角が見つかっており、これらのうちのいくつかは明らかに酒を飲むためではなく吹き鳴らすために作られていたため、前述の説も明確なものではない。

## 発見

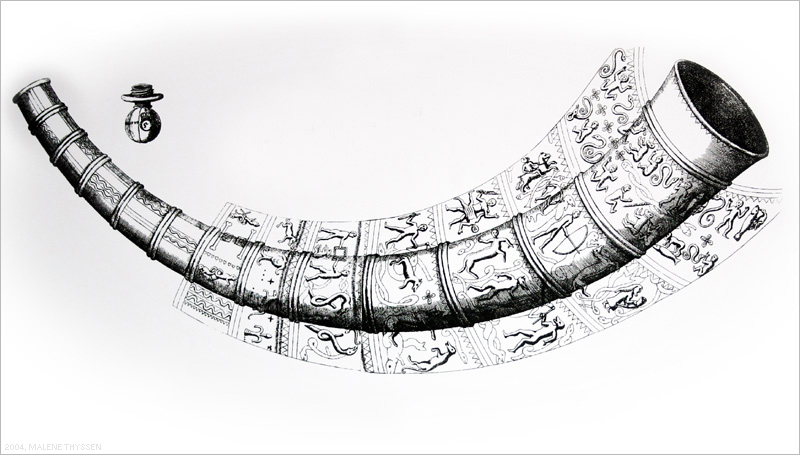
オーレ・ヴォームの1641年の論文に描かれた1号。

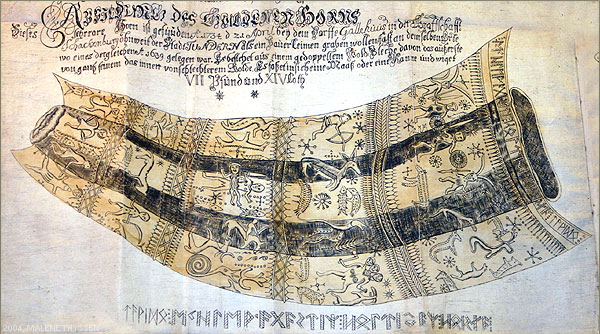
リカルド・ヨッカム・パウリスが描いた2号とルーン碑文。

長い方の角、1号は1639年6月20日ガレーフス村で農民の少女キーステン・スヴェンダタァがムーイルトゥナ（Møgeltønder）の町の近くにあるガレフス村で発見した。彼女がそれを見つけたとき角は地面から突き出していた。彼女はクリスチャン4世に宛てて手紙を書き、角は王に納められた。角は王から孫の王太子のクリスチャン（後のクリスチャン5世）へ与えられたが、彼はそれを角杯に作り変えた。デンマークの好古家オーレ・ヴォームは1641年に学術論文『黄金の角について』（De aureo cornu）の中でこの角について論述している。現存する最古のスケッチはこの論文の中で描かれたものである。また1678年に出版された学術雑誌 Journal de Savants にも1号に関する記述が見られる。
約100年後の1734年4月21日に1号が見つかった所からそう遠くない場所からエリック・ラッセンが2号を発見したが、これは欠落した部分があり1号よりも短かった。ラッセンはこれをシャーケンボーの伯爵に献上したが、伯爵はクリスチャン6世へ200リグスダレル1で譲渡した。これ以降、これらはクリスチャンスボーの王立美術収蔵室へ納められた。同年、公文書保管人のリカルド・ヨッカム・パウリスがこれに関する記録を論文に記述した。

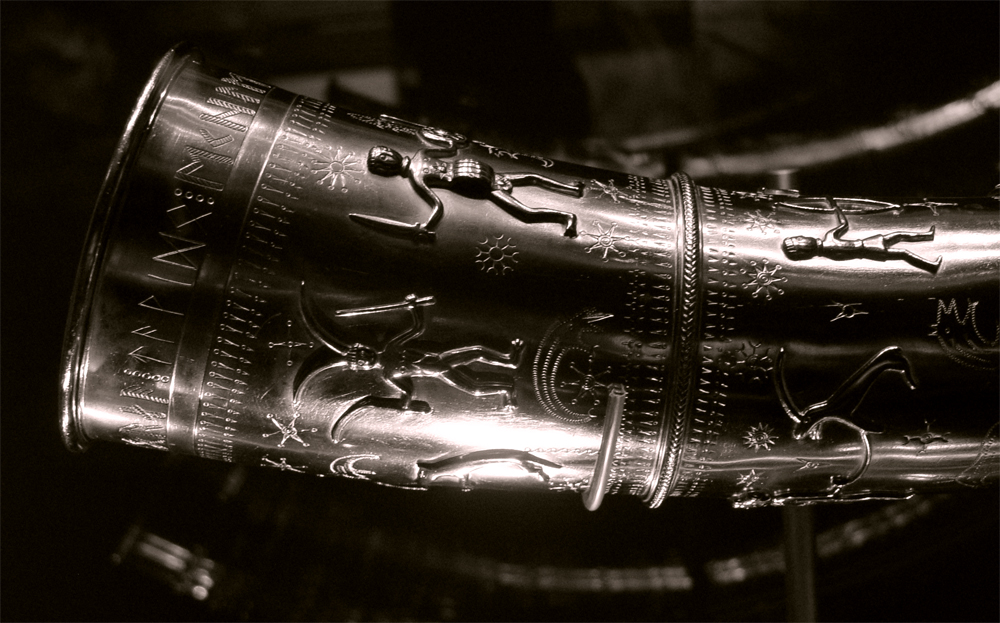
2号複製の古ルーン文字碑文細部。モースゴー先史博物館蔵。

2号の開口部には以下のようなルーン文字で書かれた碑文があった。
ᛖᚲ ᚺᛚᛖᚹᚨᚷᚨᛊᛏᛁᛉ ᚺᛟᛚᛏᛁᛃᚨᛉ ᚺᛟᚱᚾᚨ ᛏᚨᚹᛁᛞᛟ （Runic Unicode）2
これをアルファベットに書き換えると
[ ek hlewagastiz ÷ holtijaz ÷ horna  ÷ tawido ÷]
となる。さらにノルド祖語で読むと
ek hlewagastiz holtijaz horna tawidō
と読むことが出来る。これのおおよその意味を翻訳すると以下の通りになる。
名誉ある客、ホルテの息子たる余がこの角を作れり
「Hlewagastiz」はこの角を作った人の名で、議論の結果「風下の客」もしくは「名高い客」を意味するとされた。これは最も古い古ルーン文字 (en:Older Futhark) で書かれた銘文の一つであり、頭韻詩の一節である。
1. 1873年まで流通していたデンマークの通貨。
2. パウリスが遺したスケッチによれば碑文の文字には標準化されていない文字がある。ᛊはの鏡文字で、ᚾも鏡文字である。またᛃは鏡文字であるのに加え90度倒して描かれている。

## 盗難と破壊

### 現品の角
1802年5月2日、金細工職人で時計職人のニールス・ハイデンライヒは合鍵を作って収蔵場所に侵入し、2本の角を盗んで家に持ち帰るとすぐに溶かし地金にしてしまった。翌日には角の盗難が明らかになり、手がかりを求める広告が新聞各紙に掲載され広告費用に1,000リッダレが費やされた。
金細工職人のギルドの大親方アンドレアス・ホルムは、ハイデンライヒが真鍮を混ぜて質を落とした金で「パゴダ」（pagoda）と呼ばれる神々をモチーフとしたインドのコインを偽造しホルムに売ろうとしたときから、ハイデンライヒがこの盗難事件に関わっているのではないかと疑っていた。そして仕事仲間とハイデンライヒの行動を見張り、彼が町の堀に偽造コインの刻印を捨てるのを目撃した。1803年4月27日ハイデンライヒは逮捕された。彼は4月30日に犯行を自供、同年6月10日に有罪の判決が下された。彼は1840年まで刑務所に収容され釈放の4年後に死亡した。彼から角を改鋳して作ったコインを買った人々はそれを博物館に返還したが、それらのコインが後に制作された複製品に使われることはなかった。
ローマの枢機卿のためにオリジナルから型取りした石膏像も作られていたが、それらはコルシカ島で船が座礁した際に失われていた為、おおよその外観を復元した複製がスケッチを元に作られた。冒頭の写真にある一番新しい複製は1980年に作られたものである。

### 複製品
2007年9月17日午前4時30分、銀に金めっきを施した複製品が展示されていた王立イェリン博物館から盗まれたが、2007年9月19日2号の複製は回収された。また、1993年にはモースゴー先史博物館 (en:Moesgaard_Museum) に収蔵されていた別の複製品（真鍮に金めっきを施したもの）が盗まれたが、こちらは間もなくハセルエーヤ（Hasselager）近くの森の水路に遺棄されているのが発見された。